# 니콜라이 바스코프
니콜라이 빅토로비치 바스코프(러시아어: Никола́й Ви́кторович Ба́сков, 1976년 10월 15일 ~ )는 러시아의 가수이다.

## 같이 보기
- 팝페라